# عفراء البسطي
عفراء راشد البسطي سياسية وبرلمانية إماراتية ، تشغل منصب الأمين العام المساعد للاتصال البرلماني.

## حياتها
ولدت إمارة دبي في الإمارات العربية المتحدة، درست في المدارس النظامية التي كانت في بداية الأمر تحت اشراف دولة الكويت، تخرجت عفراء في جامعة الإمارات، عملت في بداية مسيرتها المهنية بالتدريس في إحدي المدارس النظامية بالإمارات.

## الحياة العملية
قبل تكليفها بمنصب الأمين العام المساعد كانت عفراء البسطي عضوا في المجلس الوطني الاتحادي خلال الفترة "2011-2019" على مدى فصلين تشريعيين (الخامس عشر والسادس عشر)، وفازت من خلالها بجائزة التميز البرلماني عن فئة " عضو البرلمان" وذلك علي مستوي العالم العربي، كما كان لها حضورًا وأداءً برلمانيًا لافتًا من خلال تمثيل المجلس الوطني الاتحادي في الفعاليات البرلمانية الإقليمية والدولية فضلا عن عضوية لجان الصداقة البرلمانية.
شغلت البسطي العديد من المناصب على صعيد عمل الاتحاد البرلماني الدولي، وفي مسيرتها الوظيفية والمهنية تولت مهام القيادة التنفيذية لمؤسسة دبي لرعاية النساء والأطفال، كما لها خبرة في العديد من مواقع العمل الوطني. وفي مسيرتها الوظيفية والمهنية تولت مهام القيادة التنفيذية لمؤسسة دبي لرعاية النساء والأطفال.